# Richard Heinze (Schauspieler)
Richard Theo Friedhelm Heinze (* 6. April 1997 in Rudolstadt) ist ein deutscher Laienschauspieler.

## Werdegang
Heinze absolvierte 2015 eine Ausbildung zum Fachangestellten für Bäderbetriebe und arbeitete als Schwimmmeister. 2018 nahm er an einem Casting für das RTL-II-Reality-Format Love Island teil. Im selben Jahr zog er nach Köln, um dort eine Karriere als Model und Schauspieler anzustreben. Ab September 2018 war er in Love Island zu sehen, schied jedoch nach nur einer Folge aus. Ab Juni 2019 wirkte er in der RTL-Dating-Show Temptation Island mit.
Ab dem 28. März 2019 (Folge 1581) spielte Heinze bis zur Folge 1913 die Rolle des Frauenschwarms Tom Diesler in der RTL-II-Seifenoper Köln 50667.

## Fernsehauftritte
- 2018: Love Island (Dating-Show)
- 2019: Temptation Island (Dating-Show)
- 2019–2020: Köln 50667 (Fernsehserie, 333 Folgen)